# Villa Répaci
 (février 2023).
Si vous disposez d'ouvrages ou d'articles de référence ou si vous connaissez des sites web de qualité traitant du thème abordé ici, merci de compléter l'article en donnant les références utiles à sa vérifiabilité et en les liant à la section « Notes et références ».
La Villa Répaci (La Pietrosa) est une demeure construite au XVIIIe siècle par la famille Répaci. Elle est située face à la mer, près de Palmi, dans la province de Reggio de Calabre, en Calabre. 
Cette villa fut la demeure de l'écrivain Leonida Répaci qui en fit don à la ville de Palmi en 1985, à sa mort.
Depuis 2006 elle est en restauration, pour accueillir la Fondation Répaci et devenir un musée de niveau international, qui abritera les collections des œuvres d'art accumulées par la famille Répaci.